# Callilepis nocturna
Callilepis nocturna es una especie de araña araneomorfa del género Callilepis,  familia Gnaphosidae. Fue descrita científicamente por Linnaeus en 1758.
Se distribuye por Suecia, Francia, Finlandia, Alemania, Suiza, Noruega, Rusia, Países Bajos, España, Ucrania, Bélgica, Austria, Reino Unido, Polonia, Italia, Estonia, Kazajistán, Luxemburgo, Japón, Portugal, Albania y Lituania. La especie se mantiene activa durante todos los meses del año.